# Torneo Albert Schweitzer
El Torneo Albert Schweitzer (en alemán Albert-Schweitzer-Turnier), comúnmente conocido como Torneo de Mannheim es una competición internacional de baloncesto que se celebra cada dos años en la ciudad alemana de Mannheim y que es considerada como el campeonato del mundo oficioso para jugadores menores de 18 años.
No está organizado directamente por la FIBA, el torneo está organizado por la Federación de Baloncesto de Alemania y el Ejército de los Estados Unidos y se celebra en las instalaciones que este último tiene en la ciudad de Mannheim.
Los equipos participantes en cada edición acceden a la cita por invitación y el criterio es el de invitar a las que se consideran entre 12 y 16 mejores selecciones jóvenes que existen en el mundo a la hora de organizar cada edición.
El torneo recibe el nombre del teólogo alemán Albert Schweitzer.
El próximo torneo Torneo Albert Schweitzer se disputará en el año 2022 siendo aplazado por la pandemia de coronavirus, fechas concretas y equipos aún por decidir.[cita requerida]

## Palmarés
| - 1958: Bélgica - 1959: Bélgica - 1965: Italia - 1967: Polonia - 1969: Italia - 1971: Yugoslavia - 1973: Estados Unidos - 1975: Estados Unidos | - 1977: Estados Unidos - 1979: Yugoslavia - 1981: Estados Unidos - 1983: Italia - 1985: Estados Unidos - 1987: Estados Unidos - 1989: Estados Unidos - 1993: Estados Unidos | - 1994: Estados Unidos - 1996: Estados Unidos - 1998: España - 2000: Yugoslavia - 2002: Grecia - 2004: Turquía - 2006: Francia - 2008: Grecia | - 2010: Australia - 2012: España - 2014: Italia - 2016: Alemania - 2018: Alemania - 2020: Suspendido por la pandemia covid-19. - 2022: Suspendido por la pandemia covid-19. - 2024: Australia |

### Por país
| País           | Campeonatos |
| -------------- | ----------- |
| Estados Unidos | 10          |
| Italia         | 4           |
| Bélgica        | 2           |
| Yugoslavia     | 2           |
| España         | 2           |
| Grecia         | 2           |
| Alemania       | 2           |
| Australia      | 2           |
| Polonia        | 1           |
| Yugoslavia     | 1           |
| Turquía        | 1           |
| Francia        | 1           |

## Premios individuales
| Año  | MVP                    | Most Talented Player |
| ---- | ---------------------- | -------------------- |
| 1996 | Kevin Freeman          | -                    |
| 1998 | David Andersen         | -                    |
| 2000 | Charis Markopoulos     | -                    |
| 2002 | Sofoklis Schortsanitis | -                    |
| 2004 | Ersan İlyasova         | -                    |
| 2006 | Nicolas Batum          | Alexis Ajinça        |
| 2008 | Nikos Pappas           | Enes Kanter          |
| 2010 | Mitch Creek            | Dario Šarić          |
| 2012 | Nikola Radičević       | Cedi Osman           |
| 2014 | Ethan Happ             | Nicolás Aguirre      |
| 2016 | Kostja Mushidi         | Zhu Rongzhen         |
| 2018 | Jonas Mattisseck       | Tomer Levinson       |
| 2024 | Rocco Zikarsky         | Boyuan Zhang         |